# Guatteria guentheri
Guatteria guentheri Diels – gatunek rośliny z rodziny flaszowcowatych (Annonaceae Juss.). Występuje naturalnie w Peru oraz zachodniej części Brazylii. 

## Morfologia
PokrójZimozielone drzewo dorastające do 25 m wysokości. Gałęzie są owłosione.
LiścieMają eliptyczny kształt. Mierzą 18–22 cm długości oraz 7–9,5 szerokości. Nasada liścia jest ostrokątna. Liść na brzegu jest całobrzegi. Wierzchołek jest spiczasty. Ogonek liściowy jest owłosiony i dorasta do 7–10 mm długości.
KwiatySą pojedyncze lub zebrane w parach. Rozwijają się w kątach pędów. Działki kielicha mają owalny kształt i dorastają do 7–8 mm długości. Płatki mają odwrotnie owalny kształt. Osiągają do 30–35 mm długości.